# افزودنی‌های زیست تخریب‌پذیر
مواد افزودنی زیست تخریب پذیر، مواد افزودنی هستند که موجب افزایش تجزیه بیولوژیکی در پلیمرها ، با اجازه دادن به میکروارگانیسم به استفاده از کربن در زنجیره پلیمر به عنوان یک منبع انرژی است. افزودنی‌های زیست تخریب پذیر، پس از ایجاد بیوفیلم بر روی محصول پلاستیکی، میکروارگانیسم‌ها را از طریقسنجش حد نصاب به پلیمر جذب می‌کنند. مواد افزودنی به‌طور کلی به شکل مستربچ هستند که از رزین‌های حامل مانند پلی اتیلن (PE)، پلی پروپیلن (PP)، پلی استایرن (PS) یا پلی اتیلن ترفتالات (PET)استفاده می‌کنند.
اکثر پلاستیک‌های مصنوعی معمولی ، زیست تخریب پذیر نیستند و هم ویژگی شیمیایی و هم فیزیکی پلاستیک‌ها نقش مهمی در فرایند تخریب پلاستیک دارند. افزودن مواد افزودنی زیست تخریب پذیر می‌تواند مکانیسم تجزیه پلاستیک را با تغییر خواص شیمیایی و فیزیکی پلاستیک‌ها برای افزایش سرعت تجزیه تحت تأثیر قرار دهد. افزودنی‌های زیست تخریب پذیر می‌توانند فرایند تجزیه پلاستیک را به فرایند تجزیه زیستی تبدیل کنند. افزودنی‌های زیست تخریب پذیر به جای اینکه صرفاً توسط عوامل محیطی مانند نور خورشید (اکسیداسیون نوری) یا گرما (تجزیه حرارتی) تجزیه شوند، امکان تجزیه شدن پلیمرها توسط میکروارگانیسم‌ها و باکتری‌ها از طریق حمله مستقیم یا غیرمستقیم را فراهم می‌کنند.
در حالی که برخی از افزودنی‌های پلاستیکی صرفاً روی سطح پلاستیک تأثیر می‌گذارند (مثلاً رنگ‌دهنده‌ها)، افزودنی‌های زیست تخریب‌پذیر مؤثر باید درون پلاستیک و خواص شیمیایی آن‌ها را نیز تغییر دهند. افزودنی‌های زیست تخریب پذیر خوب با کاهش استحکام برخی از خواص پلیمرها و افزایش جذب آنها برای میکروارگانیسم‌ها، سرعت تجزیه را تسریع می‌کنند.

## مکانیسم تجزیه زیستی
به‌طور کلی، فرایند تجزیه زیستی پلاستیک میکروبی منجر به کاهش قابل توجه وزن مولکولی پلیمر می‌شود که باعث می‌شود پلاستیک یکپارچگی ساختاری خود را از دست بدهد. چندین روش مختلف وجود دارد که میکروارگانیسم‌ها می‌توانند فرایند تجزیه پلاستیک را انجام دهند و مکانیسم بسته به شرایط محیطی کمی متفاوت است.

### عمل مستقیم
برخی از میکروارگانیسم‌ها می‌توانند به‌طور مستقیم قطعات پلاستیکی را مصرف کرده و از کربن به عنوان منبع تغذیه استفاده کنند. به عنوان مثال به‌طور تجربی نشان داده شده‌استBrevibacillus borstelensis , Rhodococcus rubber , Pseudomonas chlororaphis، و Comamonas acidovorans TB-35 همگی از عمل مستقیم برای مصرف پلی اتیلن استفاده می‌کنند. برای سایر پلاستیک‌هایی که کمتر مورد استفاده قرار می‌گیرند، محققان تنها یک گونه از میکروب را یافته‌اند که قادر به تجزیه مستقیم پلاستیک خاص است. در حال حاضر تحقیقات بیشتری برای کشف سایر سویه‌های میکروبی که می‌توانند به‌طور مؤثر پلاستیک‌ها را تجزیه کنند، در حال انجام است.
وزن مولکولی پلیمر در اینکه آیا میکروارگانیسم‌ها می‌توانند از عمل جهت برای تجزیه پلاستیک استفاده کنند نقش مهمی دارد زیرا تجزیه مستقیم پلیمرهای با وزن مولکولی بالا برای میکروارگانیسم‌ها بسیار دشوار است. همچنین گروه‌های عاملی پلیمر تعیین می‌کنند که آیا پلیمر مستقیماً تجزیه می‌شود یا خیر؛ زیرا تجزیه و تحلیل جایگزین‌های بزرگ دشوارتر است.

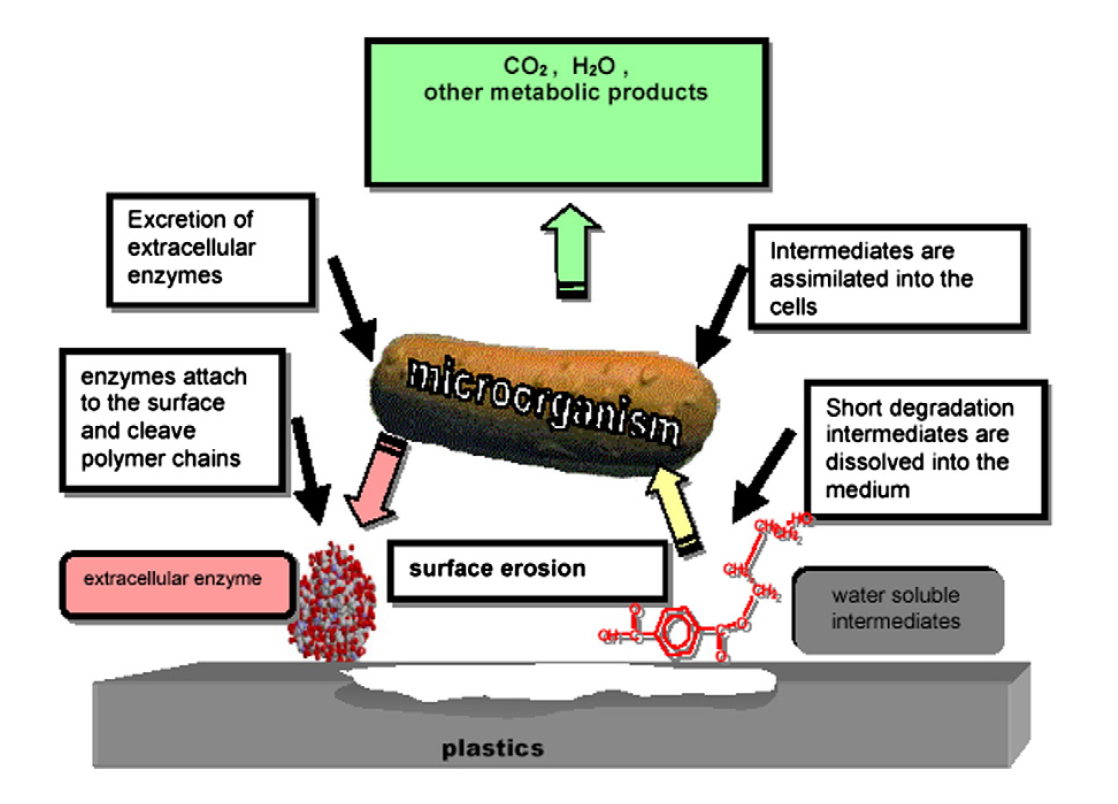
مراحل مکانیسم تخریب میکروبی در هر دو شرایط هوازی و بی هوازی نشان داده شده‌است.

### اقدام غیر مستقیم
میکروب‌های دخیل در تجزیه پلاستیک‌های بر پایه نفت معمولاً از مکانیزم غیرمستقیم استفاده می‌کنند که در آن آنزیم‌های میکروبی پلاستیک را تجزیه می‌کنند. در عمل غیرمستقیم، محصولات متابولیک میکروارگانیسم بر خواص پلاستیک تأثیر می‌گذارد و در نتیجه تجزیه می‌شود.
تجزیه زیستی میکروبی مبتنی بر آنزیم می‌تواند در دو شرایط هوازی و بی هوازی رخ دهد. پلاستیک‌ها معمولاً از پلیمرهای آبگریز تشکیل می‌شوند، بنابراین اولین مرحله تجزیه زیستی تحت هر دو شرایط شامل تجزیه پلیمر توسط آنزیم به اجزای کوچکتر مانند الیگومرها، دایمرها و مونومرها است. تجزیه پلاستیک به مولکول‌های کوچکتر به عنوان هیدرولیز یا اکسیداسیون شناخته می‌شود و این فرایند آب دوستی پلیمر را افزایش می‌دهد. هیدرولیز یا اکسیداسیون مهمترین مرحله در مکانیسم است زیرا کل فرایند تخریب زیستی پلاستیک را آغاز می‌کند. هنگامی که هیدرولیز یا اکسیداسیون اتفاق می‌افتد، میکروارگانیسم‌ها می‌توانند مستقیماً روی محصولات با وزن مولکولی پایین‌تر عمل کنند و از کربن موجود در این قطعات به عنوان منبع انرژی استفاده کنند.
آنزیم‌های رایجی که در تجزیه زیستی پلاستیک میکروبی دخیل هستند عبارتند از لیپاز، پروتئیناز K، پروناز و هیدروژناز و غیره. کارایی این آنزیم‌ها بستگی به نوع پلاستیک در حال تخریب دارد. علاوه بر این، محصولات تجزیه زیستی میکروبی بسته به شرایط محیطی متفاوت خواهد بود.

#### شرایط هوازی
در شرایط هوازی، میکروارگانیسم‌ها از اکسیژن به عنوان گیرنده الکترون استفاده می‌کنند. محصولات به دست آمده دی‌اکسید کربن (CO 2) و آب (H 2 O) هستند. نمونه‌هایی از شرایط هوازی برای تجزیه زیستی میکروبی شامل محل دفن زباله و رسوبات است.

#### شرایط بی هوازی
در شرایط بی هوازی، کمبود اکسیژن مستلزم آن است که باکتری‌ها از منبع متفاوتی برای گیرنده الکترون استفاده کنند. گیرنده‌های رایج الکترون مورد استفاده توسط باکتری‌های بی هوازی، سولفات، آهن، نیترات، منگنز و دی‌اکسید کربن هستند. محصولات حاصل در شرایط بی هوازی عبارتند از دی‌اکسید کربن (CO 2)، آب (H 2 O) و متان (CH 4).
یک معادله شیمیایی ساده فرایند بی هوازی عبارت است از:
نمونه‌هایی از شرایط بی هوازی برای تجزیه زیستی میکروبی شامل خاک و کمپوست است.

## انواع افزودنی‌های زیست تخریب پذیر

### نشاسته
نشاسته یک افزودنی زیست تخریب پذیر رایج است و ترکیب پلاستیک‌های مصنوعی با نشاسته روز به روز رایج تر می‌شود. از آنجایی که نشاسته یک کربوهیدرات پلیمری است، می‌تواند به‌طور مستقیم توسط میکروارگانیسم‌ها مصرف شود. نشاسته یک منبع تجدیدپذیر و ارزان است که در تمام طول سال در دسترس است و آن را به یک افزودنی زیست تخریب پذیر تبدیل می‌کند.

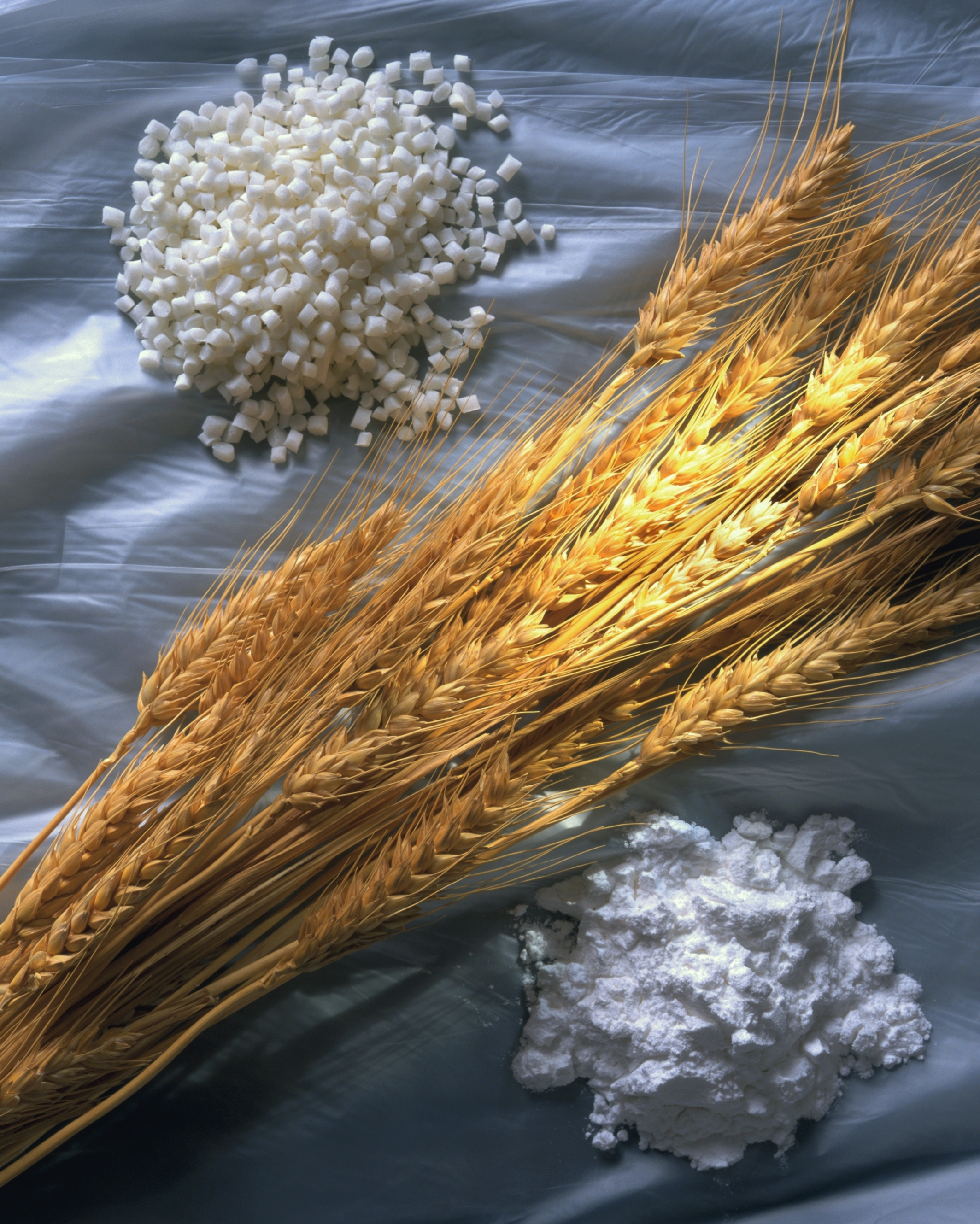
نشاسته را می‌توان به گلوله‌های پلاستیکی تبدیل کرد که سپس می‌تواند به عنوان یک افزودنی زیست تخریب پذیر برای پلاستیک‌های دیگر مانند پلی اتیلن استفاده شود.

در حالی که نشاسته یک افزودنی زیست تخریب پذیر امیدوارکننده است، در حال حاضر تنها با پلاستیک‌های مصنوعی خاصی مخلوط می‌شود. مخلوط‌های نشاسته و پلی وینیل الکل (PVA) به‌طور کامل توسط میکروب‌های مختلف تجزیه می‌شوند زیرا هر دو جزء زیست تخریب پذیر هستند. با این حال، افزودن نشاسته ممکن است سرعت تخریب PVA را افزایش دهد. همچنین مشخص شده‌است که ترکیبات نشاسته و پلی استر کاملاً زیست تخریب پذیر هستند. وجود فاز نشاسته ای پیوسته امکان مصرف مستقیم پلاستیک توسط میکروارگانیسم‌ها را فراهم می‌کند زیرا مواد آبدوست تر می‌شوند. میکروارگانیسم‌ها می‌توانند مستقیماً به نشاسته پلاستیک حمله کرده و آن را حذف کنند و منجر به تجزیه آن شوند. نشاسته بیشتر به عنوان یک افزودنی زیست تخریب پذیر برای پلی اتیلن با چگالی کم (LDPE) و پلی اتیلن با چگالی بالا (HDPE) استفاده می‌شود. از آنجایی که پلی اتیلن برای طیف وسیعی از مصارف، از کیسه‌های پلاستیکی گرفته تا بطری‌های پلاستیکی آب تا مبلمان فضای باز استفاده می‌شود، هر ساله مقادیر زیادی از پلاستیک پلی اتیلن دور ریخته می‌شود و تعیین راه‌هایی برای افزایش تجزیه پذیری زیستی آن به یک حوزه مهم تحقیقاتی تبدیل شده‌است.
کورن پلاست(cornplast) که توسط انجمن ملی پرورش دهندگان ذرت (ایالات متحده آمریکا) تولید می‌شود، یک افزودنی نشاسته ای خاص است که می‌تواند برای افزایش تجزیه پذیری زیستی پلی اتیلن مصنوعی استفاده شود. کورن پلاست ماده ای است که ۲۰ درصد ترکیب آن پلی اتیلن و ۸۰ درصد دیگر نشاسته است. برای تعیین اثربخشی نشاسته به عنوان یک افزودنی زیست تخریب پذیر، مخلوط‌های Cornplast با LDPE و HDPE با ۵۰ درصد وزنی مورد مطالعه قرار گرفته‌است.